# Кальтино (Ленінградська область)
Кальтино (рос. Кальтино) — присілок у Всеволожському районі Ленінградської області Російської Федерації.
Населення становить 1099 осіб. Належить до муніципального утворення Колтушське сільське поселення.

## Історія
Від 1 серпня 1927 року належить до Ленінградської області.

## Населення
| 2007 | 2010 | 2017  |
| ---- | ---- | ----- |
| 162  | ↗240 | ↗1099 |